# Schout-bij-nacht

Rangabzeichen eines Schout-bij-nacht

Schout-bij-nacht (ˈsxʌu̯d bɛi̯ ˈnɑxt ⓘ; deutsch wörtlich „Schultheiß bei Nacht“) ist die niederländische Bezeichnung für den Dienstgrad eines Konteradmirals der Koninklijke Marine (deutsch „Königliche Marine“), also der Seestreitkräfte des Königreichs der Niederlande. Er entspricht dem NATO-Rangcode OF-7 und liegt oberhalb des Kommodore (niederländisch Commandeur) und unterhalb des Vizeadmirals (niederländisch Viceadmiraal).

## Etymologie
Die Bezeichnung hat ihren Ursprung im 15. und 16. Jahrhundert und bezieht sich auf die Funktion des Offiziers, der in Stellvertretung des Kapitäns während der Nachtwache, wenn der Kapitän schläft, die Verantwortung für die Schiffsführung hat.

## Geschichte
In späteren Zeiten wandelte sich der Begriff, als mit größer werdenden Flotten einzelne Geschwader gebildet werden mussten. Schout-bij-nacht wurde dann der Befehlshaber des rückwärtigen Geschwaders genannt, der als Flaggoffizier in Vertretung des Admirals den nächtlichen Zusammenhalt der Flotte zu gewährleisten hatte (die Schiffe führten nur Hecklaternen und waren somit von hinten besser auszumachen). Einer der ersten Träger dieses Dienstrangs war 1641 Michiel de Ruyter (1607–1676). In anderen Marinen wurde der Befehlshaber des rückwärtigen Geschwaders als Konteradmiral bezeichnet.
Im 17. Jahrhundert übernahmen die schwedische Marine sowie die damalige dänisch-norwegische Marine diese Bezeichnung in der Form Schoutbynacht und die Kaiserlich Russische Marine als  шаутбенахт (Schautbenacht). Im Jahr 1724 wurde der russische Dienstgrad in die moderne Bezeichnung контр-адмирал (Kontr-Admiral) umgewandelt, ähnlich dann 1771 in den skandinavischen Flotten zu schwedisch Konteramiral beziehungsweise dänisch Kontreadmiral und norwegisch Kontreadmiral.